# Северен Кейп
Северен Кейп (на английски: Northern Cape, на африкаанс Noord-Kaap, Ноорд Каап) е провинция в северозападната част на Република Южна Африка (РЮА). На север граничи с Намибия и Ботсвана, и с провинциите Западен Кейп на юг и Фрайстат, Източен Кейп и Северозападна провинция на изток. Административен център е град Кимбърли. В провинцията се намира град Орания, със 100% бяло население.

## Административно деление
5 окръга:
- Намаква
- Сиянда
- Францес Баард
- John Taolo Gaetsewe
- Пикслей ка Сем

Общини:
- Тембълихле

## Население
1 102 200 (2007)
Расов състав:
- 51,6%- цветнокожи
- 35,7%- черни
- 12,4%- бели
- 0,3%- азиатци